# Graduate Institute of International and Development Studies

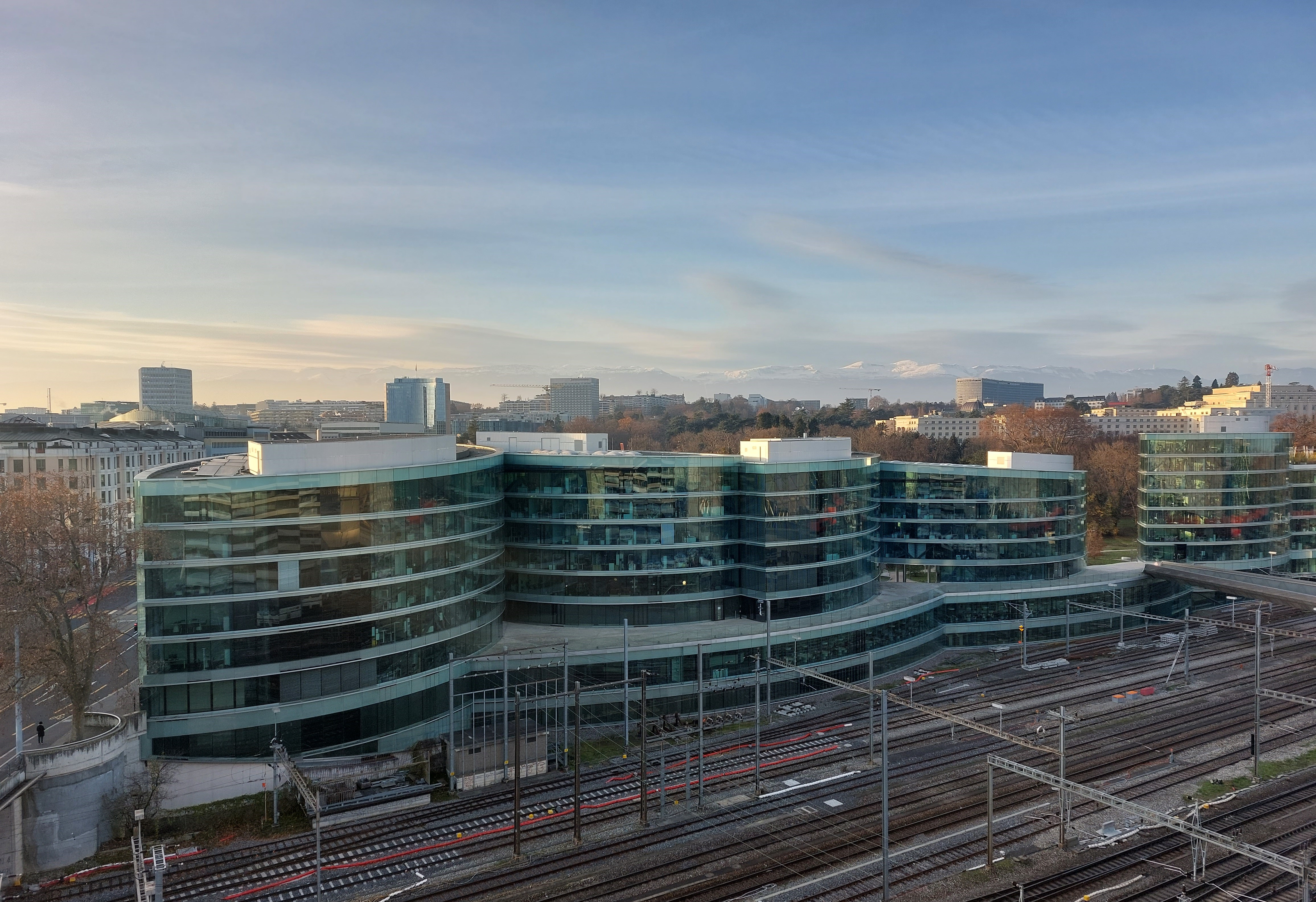
Maison de la paix, sede dell'università. A destra è visibile l'Ufficio delle Nazioni Unite a Ginevra (UNOG)

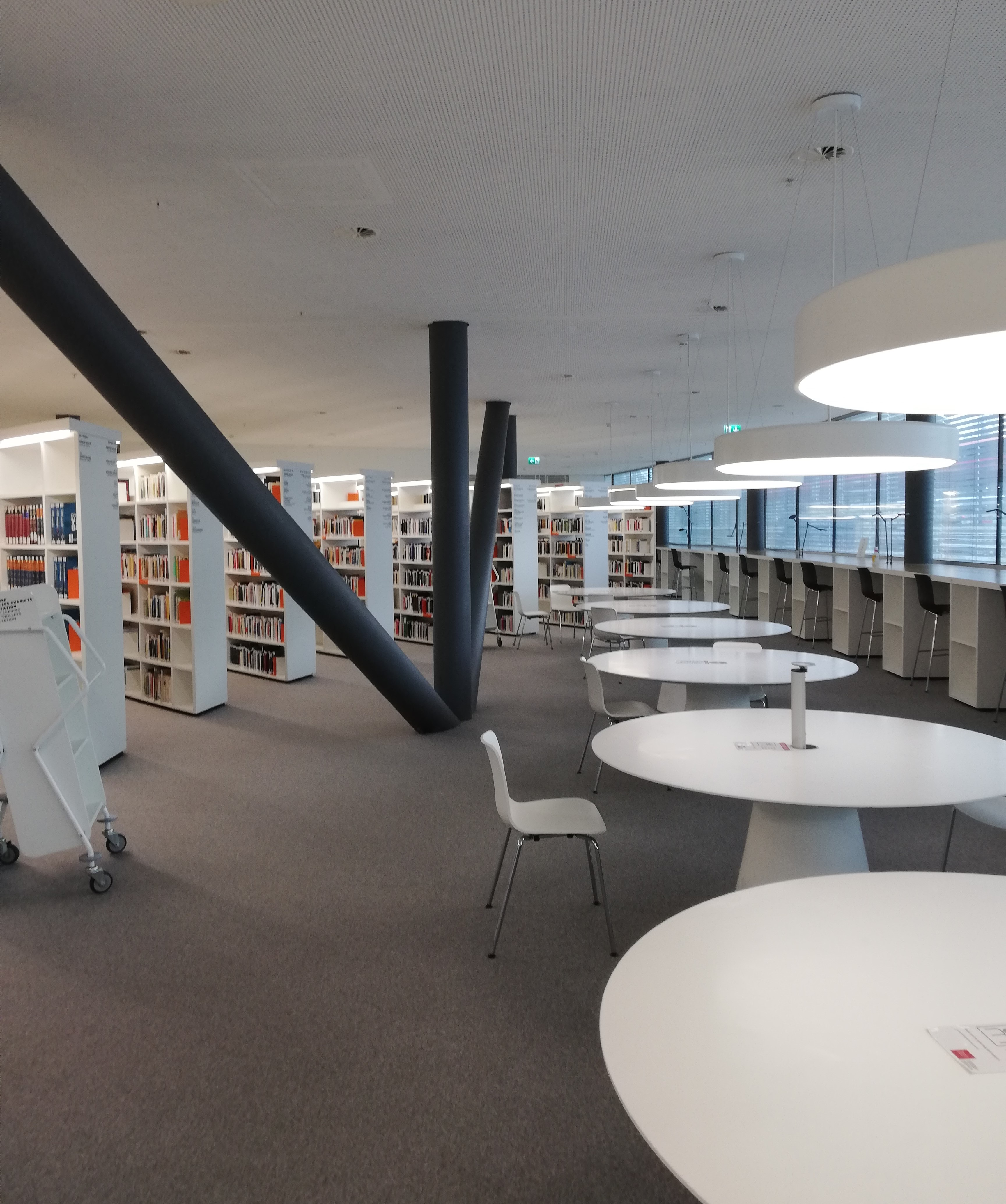
Interno della biblioteca dell'università intitolata a Kathryn and Shelby Cullom Davis.

Il Graduate Institute of International and Development Studies (in francese Institut de hautes études internationales et du développement, abbreviato IHEID), noto anche come Geneva Graduate Institute è un istituto di ricerca e di formazione post laurea (Master e Dottorato) specializzato in studi internazionali, con un accento particolare sull'interconnessione fra relazioni internazionali e sviluppo economico di Ginevra, in Svizzera. Deriva dall'unione dell'antico Institut universitaire de hautes études internationales (HEI) con l'Institut universitaire d'études du développement (IUED), avvenuta nel 2008.
Il Graduate Institute è un'istituzione indipendente con statuto di fondazione privata. È accreditato dal Ministero della pubblica istruzione svizzero e riceve finanziamenti sia dal governo federale elvetico sia dal cantone di Ginevra.
La storia dell'Institut universitaire de hautes études internationales inizia nel 1927, all'epoca della Società delle Nazioni, quando divenne la prima istituzione al mondo interamente dedicata allo studio delle relazioni internazionali. Oggi l'Istituto è membro dell'APSIA, l'associazione delle migliori scuole al mondo in tale campo.
Situato nel cuore di Ginevra, in prossimità del quartier generale europeo delle Nazioni Unite (UNOG), dell'Organizzazione Mondiale del Commercio (WTO), dell'Alto Commissariato per i Rifugiati (UNHCR) e dell'Organizzazione Mondiale della Sanità (OMS), il Graduate Institute offre una formazione di eccellenza e competenze in questioni attinenti alla globalizzazione quali ad esempio: 
- Conflitti, sicurezza e “peacebuilding”
- Ambiente e risorse naturali
- Finanza e sviluppo economico
- Diritti umani e azione umanitaria
- Migrazione e rifugiati
- Società civile e attori non governativi
- Commercio, regionalismo e integrazione economica

Con i suoi 950 studenti (40% dei quali dottorandi) provenienti da oltre 100 paesi, il Graduate Institute offre un ambiente genuinamente cosmopolita, propizio agli scambi multiculturali e alla creazione di una rete di conoscenze durature.
Tra i suoi ex-studenti figurano personaggi illustri, che ricoprono ruoli di alto profilo nelle organizzazioni internazionali (incluso l'ex-Segretario delle Nazioni Unite Kofi Annan), nei servizi diplomatici di vari paesi e in ministeri con competenze internazionali (difesa, economia, finanze, commercio ecc.), nel settore privato (finanza e multinazionali) e nel settore terziario (ONG, fondazioni, ecc.).

## Storia
Il Graduate Institute of International Studies (HEI) fu fondato nel 1927 da due studiosi-diplomatici che lavoravano per il Segretariato della Società delle Nazioni: lo svizzero William Rappard, direttore della Sezione Mandati, e il francese Paul Mantoux, direttore della Sezione Politica. Istituzione bilingue come la Società delle Nazioni, nacque con il compito di formare il personale della nascente organizzazione internazionale.
Considerando le vicende della decolonizzazione, nel 1961 il Cantone di Ginevra, con il sostegno della chiesa protestante e di Jacques Freymond, creò il Geneva Centre for the Training of African Managers, successivamente ribattezzato Istituto africano di Ginevra (in inglese Geneva African Institute). Nel 1973, l'istituzione diventò l'Institute of Development Studies e poi, a seguito di un accordo del 1977 con l'Università di Ginevra, il Graduate Institute of Development Studies (IUED).
Nel 2007 le due istituzioni, HEI e IUED, furono unite andando a formare quello che oggi è il Geneva Graduate Institute.

## Corsi di Master e Dottorato
Il Graduate Institute offre corsi di studio post laurea sia disciplinari sia interdisciplinari, il che rappresenta uno dei suoi maggiori punti di forza poiché raramente gli studi internazionali vengono affrontati in un modo così ampio e onnicomprensivo. L'Istituto propone inoltre, in collaborazione con altre prestigiose istituzioni accademiche, corsi di studio post laurea congiunti. I master sono della durata di 2 anni e totalizzano 120 ECTS. 
Master interdisplinari (fino all'anno accademico 2021-2022):
- Master in International Affairs (MIA)
- Master in Development Studies (MDEV)

A partire dall'anno accademico 2022-2023 questi due master sono stati sostituiti da un unico master (con 7 specializzazioni) denominato MINT, Master in International and Development Studies.
Master disciplinari:
- Master in Anthropology and Sociology
- Master in International Economics
- Master in International History and Politics
- Master in International Law
- Master in International Relations / Political Science

I programmi di dottorato si sviluppano da quelli dei master disciplinari.
- Dottorato in Anthropology and Sociology
- Dottorato in International Economics
- Dottorato in Development Economics
- Dottorato in International History and Politics
- Dottorato in International Law
- Dottorato in International Relations / Political Science

## Executive Education

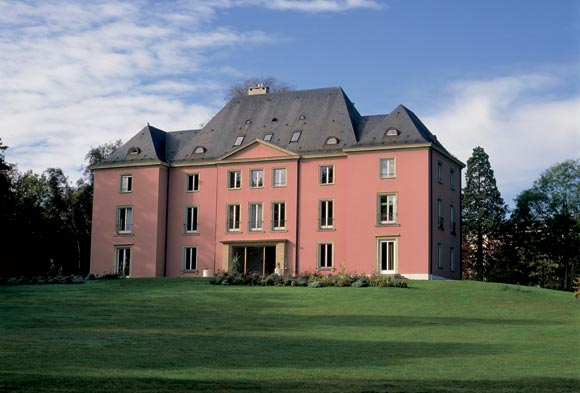
Villa Barton ubicata sulle rive del Lago di Ginevra

Il Graduate Institute vanta una grande esperienza e un team di professionisti nel campo dell'executive education. L'Istituto offre diversi executive master (International Negotiation and Policy-Making, Development Policies and Practices, Oil and Gas Leadership), così come corsi specifici per governi, organizzazioni internazionali e aziende.

## Sedi
Il Campus 'de la paix' è una rete di edifici che si estende da Place des Nations (la sede delle Nazioni Unite a Ginevra) alle rive del Lago di Ginevra, attraversando due parchi pubblici: Parc Barton e Parc Moynier.

### Maison de la paix
La sede centrale dell'istituto è Maison de la paix (in italiano 'Casa della pace'). Fu costruita nel 2013 dall'architetto Eric Ott e ospitando le attività didattiche, di ricerca e di eventi pubblici dell'Istituto, nonché i suoi servizi amministrativi, ne funge da sede centrale.

### Ville storiche

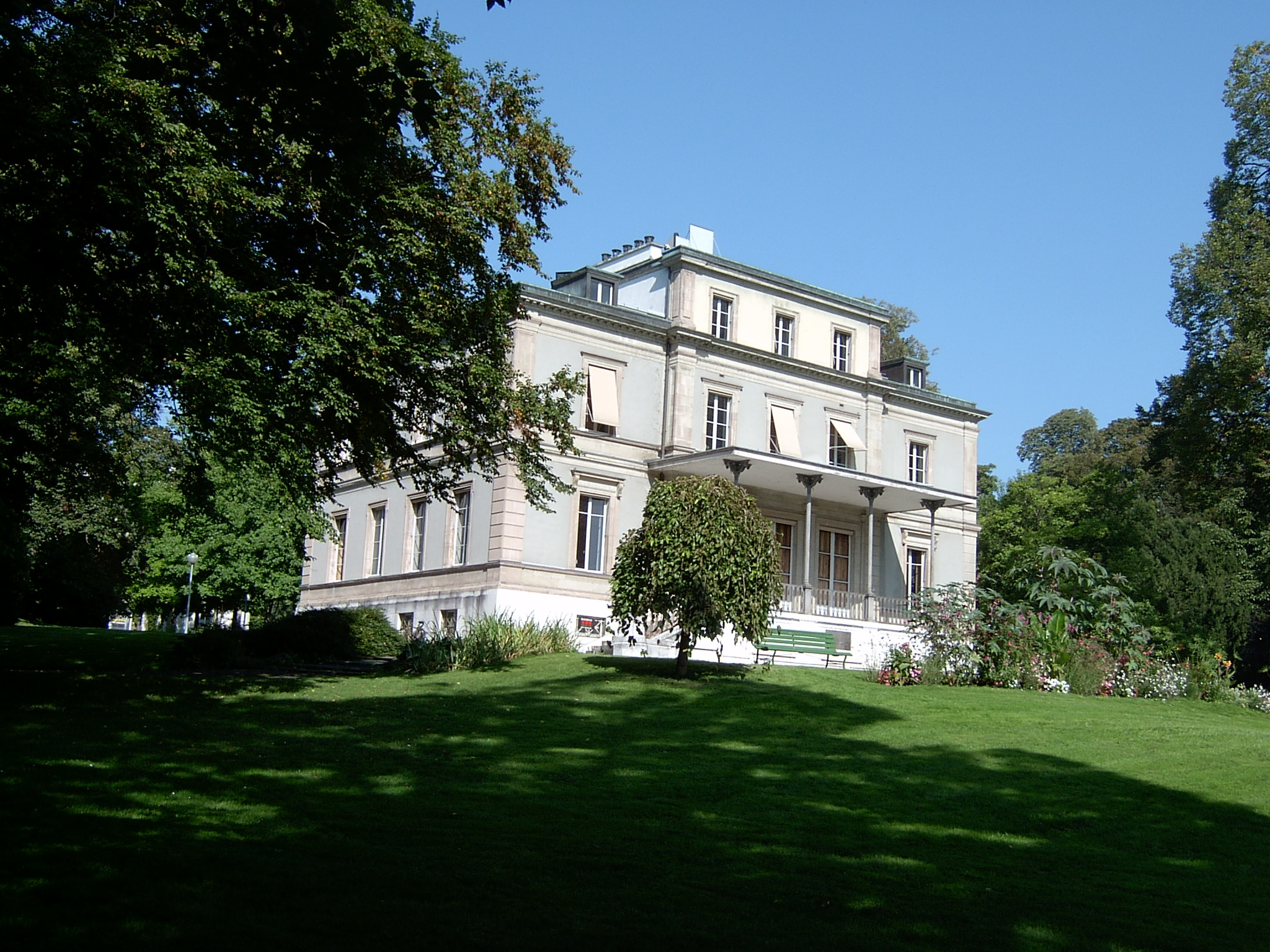
Villa Moynier, ubicata anch'essa sulle rive del Lago Lemano

Un'altra sezione del campus è composto da due ville storiche situate sul Lago di Ginevra, Villa Barton e Villa Moynier.
Villa Barton prende il nome da Alexandra Barton-Peel, che negli anni '30 lasciò in eredità la proprietà alla Confederazione Svizzera. La villa divenne sede del Graduate Institute of International Studies nel 1938 e poi nel 2008 del Graduate Institute of International and Development Studies, che per l'appunto nel 2013 spostò la sede alla Maison de la paix. Villa Barton è principalmente dedicata ad ospitare i programmi di Executive Education dell'Istituto.
Villa Moynier, costruita tra il 1846 e il 1847, era di proprietà di Gustave Moynier, co-fondatore e primo presidente del Comitato Internazionale della Croce Rossa (ICRC). L'edificio ospita la Geneva Academy of International Humanitarian Law and Human Rights e il Geneva Center for International Dispute Settlement.

### Residenze universitarie
L'università dispone di due residenze universitarie create appositamente per gli studenti dell'Istituto. 
La prima ad essere costruita è stata la residenza "Edgar and Danièle De Picciotto" che, situata a poche decine di metri da Maison de la paix, fu progettata dagli architetti Lacroix e Chessex, e inaugurata nel settembre 2012. L'edificio può ospitare fino a 250 persone in 135 spazi abitativi (tra 72 monolocali e 63 appartamenti).
La seconda residenza dell'Istituto, progettata da Kengo Kuma, è stata invece inaugurata nel 2021. Denominata residenza Grand Morillon, l'edificio è in grado di ospitare fino a 678 persone.

## Studenti celebri
Il Graduate Institute ha più di 18.000 alumni che lavorano in tutto il mondo. Tra i più conosciuti ci sono:
- Kofi Annan - ex segretario generale delle Nazioni Unite e vincitore del Premio Nobel per la pace nel 2001
- Rafael Grossi – Direttore Generale dell'Agenzia internazionale per l'energia atomica
- Mohamed al-Baradei - Giurista e diplomatico egiziano, ex direttore generale dell'Agenzia internazionale per l'energia atomica e vincitore del Premio Nobel per la pace 2005
- Leonid Hurwicz - Economista e matematico polacco-americano, Premio Nobel per l'economia nel 2007
- Micheline Calmy-Rey - ex presidente della Confederazione Svizzera
- Kurt Furgler - ex presidente della Confederazione Svizzera
- Michel Kafando - presidente ad interim del Burkina Faso
- Alpha Oumar Konaré - ex presidente del Mali
- Enrico, Granduca di Lussemburgo
- Jakaya Mrsho Kikwete - quarto presidente della Tanzania
- Nazim al-Qudsi - ex presidente della Siria (1961-1963)